# Criocéphale
L'adjectif criocéphale – formé des mots grecs κριός (Kriós), « bélier » et κεφαλή (Képhalế), « tête » – définit des créatures ou divinités à tête de bélier.

## Égypte antique

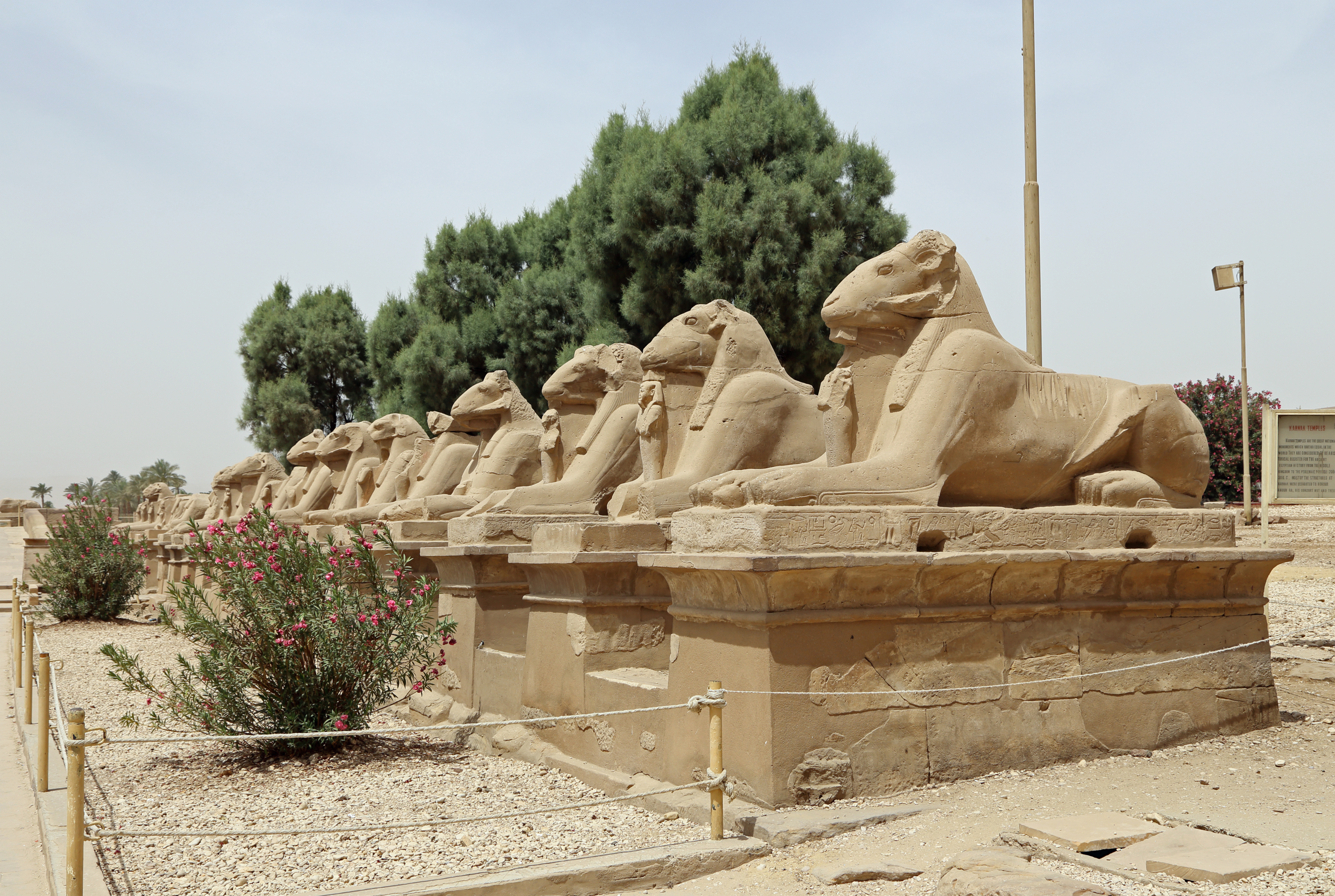
A l'entrée du temple d'Amon-Rê à Karnak (Louxor, Égypte) se trouve une double rangée de sphinx criocéphales

Les créatures criocéphales sont particulièrement importantes dans le monde égyptien, de nombreuses statues de sphinx criocéphales ayant été retrouvées, généralement ornant les allées principales de temples d'une divinité criocéphale. 
On compte en effet d'importantes divinités criocéphales dans le panthéon égyptien, les plus importantes étant :
- Rê
- Amon-Rê
- Khnoum
- Banebdjedet

## Monde celte

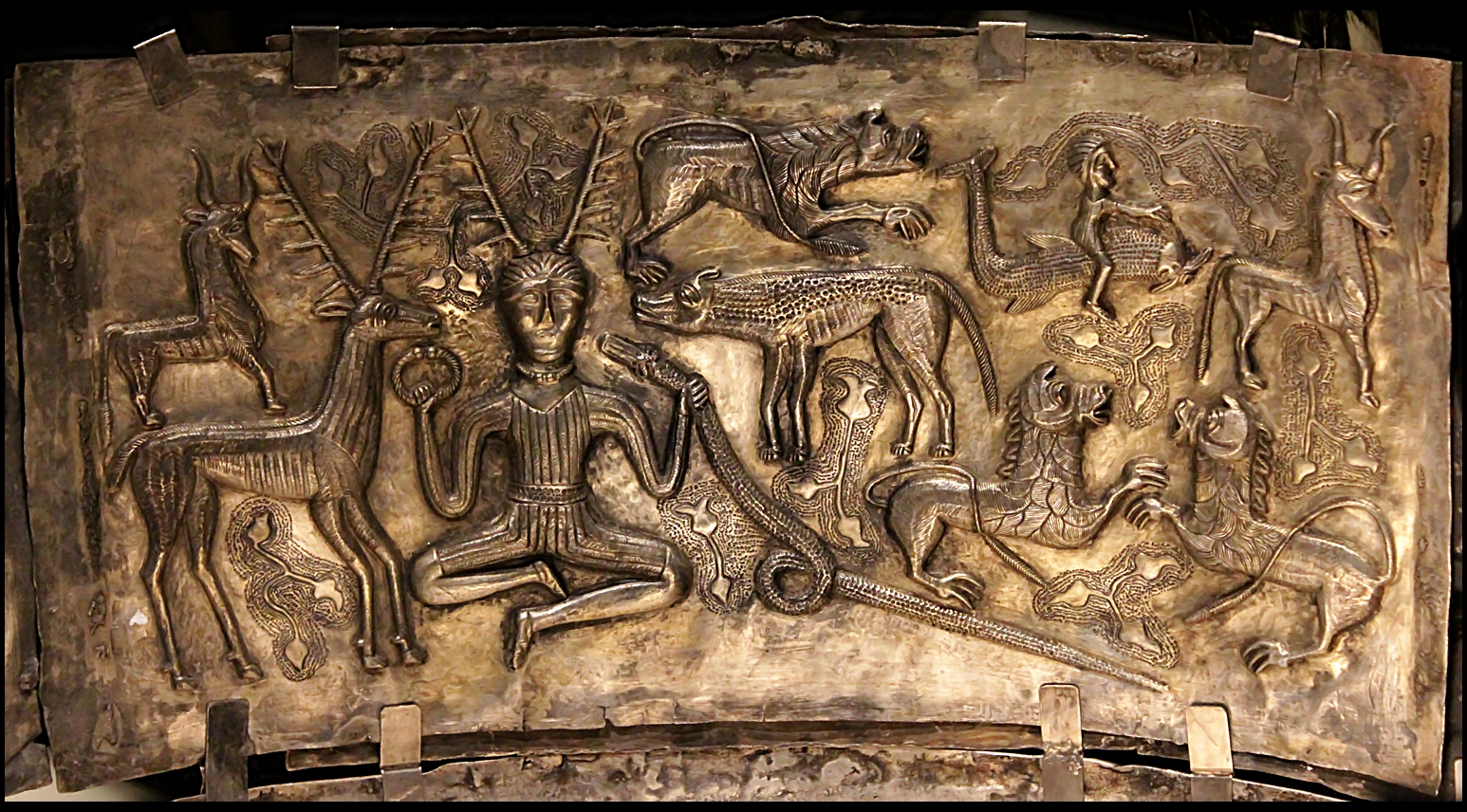
chaudron de Gundestrup, panneau représentant Cernunnos tenant un serpent criocéphale.

On trouve également dans le monde celte des représentations de serpent criocéphale, symbole tant de vie que de mort. Ainsi, sur le chaudron de Gundestrup, Cernunnos tient dans sa main gauche un serpent à tête de bélier, ce serpent criocéphale étant régulièrement associé au dieu,.